# Jack Albertson
Jack Albertson (Harold Albertson: Malden, Massachusetts; 16 de junio de 1907-Hollywood, California; 25 de noviembre de 1981) fue un actor estadounidense ganador de un Óscar, un Emmy y un Tony. Fue también comediante, bailarín, cantante y músico, y trabajó para el teatro, la radio, el cine y la televisión.

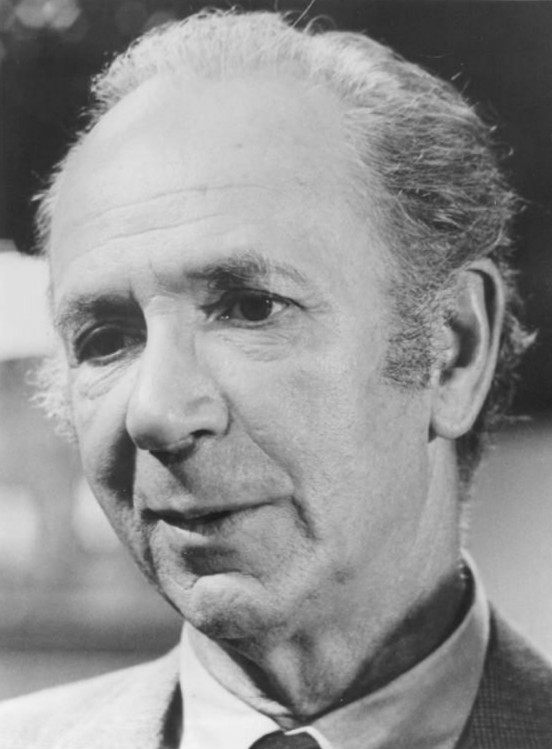
Foto de 1971.

## Inicios y carrera en el vodevil
Sus padres, judíos, eran Flora Craft, una inmigrante rusa, y Leo Albertson, un inmigrante polaco. Tuvo una hermana, Mabel Albertson, también actriz. Albertson dejó los estudios y viajó a Nueva York en un intento para hacerse un hueco en el mundo del espectáculo. Al principio no disponía de dinero para alojarse, por lo que en invierno dormía en el metro de la Interborough Rapid Transit Company. En verano dormía en Central Park. Su primer trabajo real en el espectáculo fue con una compañía de vodevil itinerante, las Dancing Verselle Sisters. Fue considerado un completo entretenedor de la vieja escuela.

## Del vodevil a Broadway
Albertson pronto trabajó en el género burlesco como bailarín y actuando junto a Phil Silvers en una pareja cómica en el Minsky's Burlesque Circuit. Además del vodevil y el burlesco, actuó en la escena en muchas obras de Broadway, incluyendo High Button Shoes, Top Banana, The Cradle Will Rock, Make Mine Manhattan, Show Boat, Boy Meets Girl, Girl Crazy, Meet the People, The Sunshine Boys (por la cual recibió una nominación al Tony como Mejor Actor, y The Subject was Roses (por el cual ganó un Tony para el Mejor Actor de Reparto). También fue conocido por dos programas de radio, Just Plain Bill y The Jack Albertson Comedy Show.

## Carrera cinematográfica
Jack Albertson también tuvo una carrera cinematográfica prolífica, casi toda ella realizando papeles de reparto. Entre las películas más notables están:
- un pequeño papel como el cartero que redirigió todo el correo de Santa Claus al Palacio de Justicia de Nueva York en Miracle on 34th Street (Milagro en la calle 34) (1947);
- la versión filmada de Top Banana (1953), otra vez junto a su amigo Phil Silvers;
- The Subject was Roses (1968), por la cual ganó un Óscar al mejor actor de reparto;
- Fue el Abuelo Joe de Charlie Bucket en Willy Wonka y la fábrica de chocolates (1971);
- La aventura del Poseidón (1972), en la que interpretaba al marido de Shelley Winters.

A continuación se refieren algunos de los muchos títulos en los que actuó:
- Big Business Girl (1931)
- Don't Go Near the Water (Vaya marineros) (1957)
- Monkey on My Back (1957)
- Teacher's Pet (Enséñame a querer) (1958)
- Period of Adjustment (1962)
- Who's Got the Action? (Trampa a mi marido) (1962)
- Días de vino y rosas (1962)
- Kissin' Cousins (1964)
- The Patsy (Jerry Calamidad) (1964)
- How to Murder Your Wife (Cómo matar a la propia esposa) (1965)
- The Flim-Flam Man (Un fabuloso bribón) (1967)
- How To Save A Marriage and Ruin Your Life (Cómo salvar un matrimonio) (1968)
- Justine, Changes, The Monk (todas de 1969)
- Squeeze A Flower (1970)
- Rabbit, Run (1970)
- Once Upon A Dead Man (1971)
- The Late Liz (1971)
- Willy Wonka & the Chocolate Factory (1971)
- The Poseidon adventure (1972)
- Pickup on 101 (1972)
- Where Eagles Fly (1972)
- Charlie and the Great Balloon Chase (1978)
- The Comedy Company (1978)
- Marriage is Alive and Well (1979)
- Charlie's Balloon (1981)
- The Fox and the Hound (Tod y Toby) (1981)
- Dead and Buried (Muertos y enterrados) (1981)

Albertson decía que su único pesar era que no se le hubiera solicitado hacer su papel en la versión cinematográfica de The Sunshine Boys.

## Carrera televisiva
Albertson también trabajó con mucha frecuencia en la televisión. Tuvo papeles de importancia en:
- The Burns and Allen Show
- The Thin Man
- Room for One More
- Ensign O'Toole
- Doctor Simon Locke
- Chico and the Man, probablemente su papel televisivo más famoso, por el cual ganó un Emmy. Con ello conseguía lo que muy pocos actores han logrado: ganar la triple corona del entretenimiento (un Tony, un Óscar, y un Emmy).
- Grandpa Goes to Washington

Fue también artista invitado en numerosos programas televisivos, incluyendo:
- Bachelor Father
- Mister Ed
- The Twilight Zone
- El Show de Dick Van Dyke
- Run for Your Life
- I Love Lucy
- The Andy Griffith Show
- Bonanza
- Tierra de Gigantes
- Marcus Welby, M.D.
- Daniel Boone
- Nanny y el profesor
- El Virginiano
- Love, American Style
- McMillan and Wife
- Night Gallery
- Las calles de San Francisco
- Los ángeles de Charlie
- Donny & Marie
- Gunsmoke
- Have Gun, Will Travel

## Vida personal
Albertson estuvo casado con Wallace (Wally) Thompson y tuvo una hija, Maura. Residió durante años en West Hollywood, California. En 1978 le diagnosticaron un cáncer de colon, pero ocultó esta información y siguió actuando. Hizo una película para el cine, My Body, My Child (1982), y otra para la televisión, Grandpa, Will You Run With Me? (1982), que fueron estrenadas póstumamente.
Jack Albertson falleció el 25 de noviembre de 1981 a causa de dicho cáncer,fue incinerado, y sus cenizas se dispersaron en el océano Pacífico.

## Premios y distinciones
Óscar
| Año  | Categoría                       | Película                      | Resultado |
| ---- | ------------------------------- | ----------------------------- | --------- |
| 1969 | Óscar al mejor actor de reparto | Una historia de tres extraños | Ganador   |